# Adonis dentata
Adonis dentata är en ranunkelväxtart. Adonis dentata ingår i släktet adonisar, och familjen ranunkelväxter.

## Underarter
Arten delas in i följande underarter:
- A. d. dentata
- A. d. inermis
- A. d. persica

## Bildgalleri

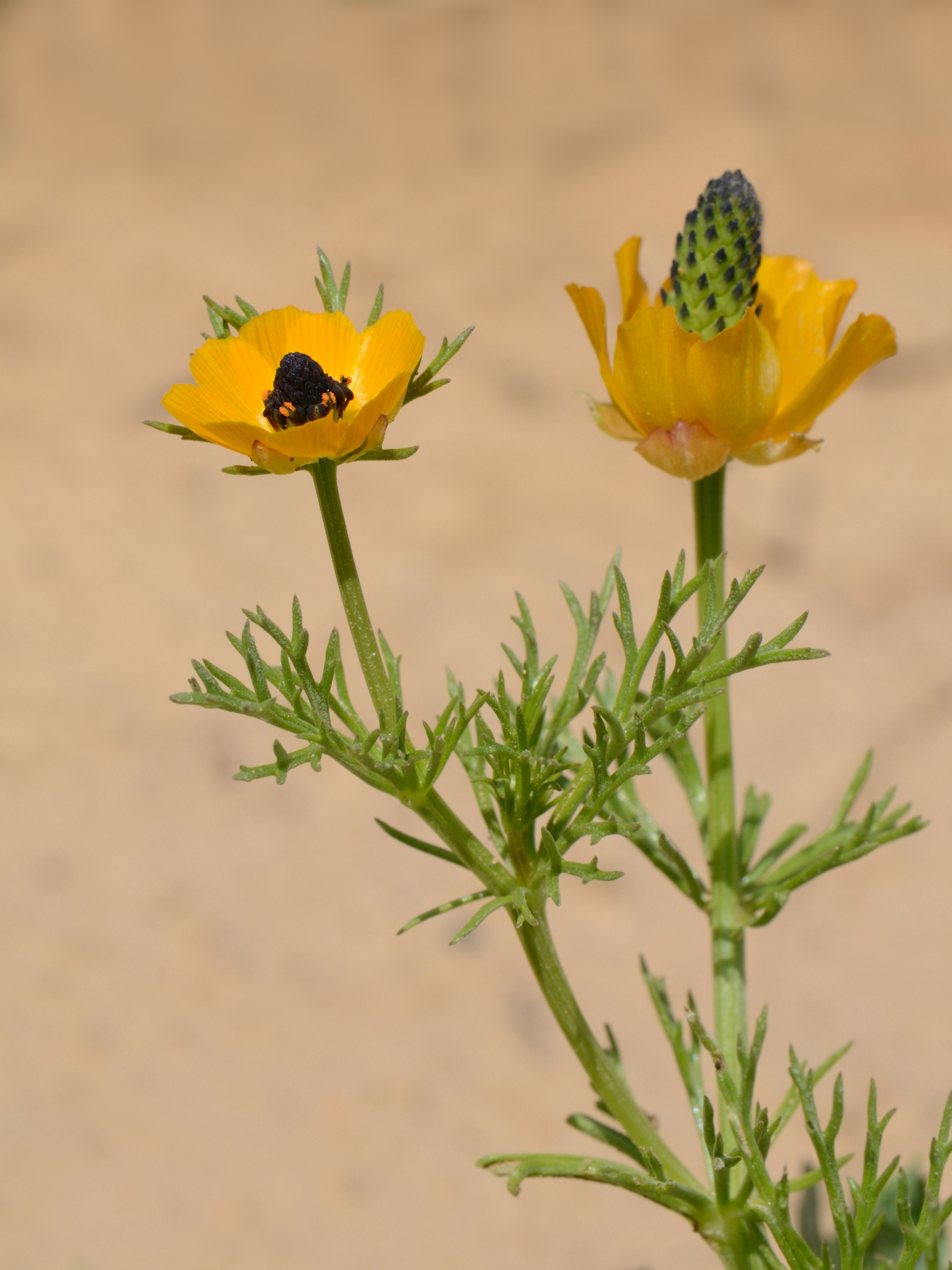